# 온군해
온군해(溫君解, ?~648년)는 신라의 관리이다.

## 생애
648년, 김춘추가 당나라에 도움을 요청하고 귀국하던고중 해상에서 고구려의 순라병(巡邏兵)을 만나게 되자, 김춘추의 동행하던 그가 김춘추를 구하기 위해 고관(高冠)과 대의(大衣)를 입고 배 위에 앉아 있자, 고구려 순라병들은 그를 김춘추로 생각하고 그를 죽였다. 이에 진덕여왕은 그에게 대아찬(大阿飡)의 관등을 추증하고 자손들에게는 후한 상을 내렸다.

## 온군해이 등장하는 작품
- 《삼국기》-(KBS, 1992년~1993년, 배우:이지형)
- 《연개소문》-(SBS, 2006년~2007년, 배우:김종국)